# Al-Shamal Sports Club
L'Al-Shamal è una società di calcio qatariota di Madinat ash Shamal, fondata nel 1980. Milita nella Qatar Stars League, la massima serie del campionato qatariota.
Ha vinto la Coppa dello Sceicco Jassem nel 1996.

## Storia
Il club è stato fondato nel 1980. Il più grande successo del club è stato la vittoria nella Sheikh Jassim Cup nella stagione 1996/97. Il club ha già giocato diverse volte nella Qatar Stars League. Nella stagione 1991/92 si è classificato all'ultimo posto in campionato, ma è riuscito a rimanere nella massima serie. Anche nella stagione 1995/96 il club ha chiuso all'ultimo posto in classifica, ma è di nuovo riuscito a evitare la retrocessione. Anche la stagione 1999/2000, conclusa all'ultimo posto con solo un punto in 16 partite, si è conclusa con la salvezza.
Nel playoff di retrocessione al-Shamal ha vinto contro Shabab e è rimasto nella Qatar Stars League. Anche nella stagione 2000/01, il club ha guadagnato solo un punto e poiché il playoff non è stato disputato, è retrocesso direttamente in Qatar Second Division. Solo un anno dopo, è riuscito a risalire direttamente nella massima serie. Al-Shamal è riuscito a evitare con successo la retrocessione in Second Division per sei anni consecutivi, ma dopo la stagione 2007/08 non è stato più possibile evitarla. Dopo una promozione diretta nella Qatar Stars League, nella stagione 2009/10 è nuovamente retrocesso in Second Division.

## Palmarès

### Competizioni nazionali
- Coppa dello Sceicco Jassem: 1

1996
- Campionato qatariota di seconda divisione: 3

2001-2002, 2013-2014, 2020-2021

## Rosa 2024-2025
| N. |                    | Ruolo | Calciatore                 |
| -- | ------------------ | ----- | -------------------------- |
| 2  | Qatar (bandiera)   | D     | Mouafak Awad               |
| 3  | Francia (bandiera) | D     | Younes El Hannach          |
| 4  | Senegal (bandiera) | D     | Pape Abou Cissé            |
| 5  | Tunisia (bandiera) | C     | Naïm Sliti                 |
| 6  | Iran (bandiera)    | C     | Omid Ebrahimi              |
| 7  | Algeria (bandiera) | C     | Omar Mohamed               |
| 8  | Sudan (bandiera)   | C     | Tilal Ali Ali              |
| 9  | Qatar (bandiera)   | C     | Nasser Ibrahim Al-Nasr     |
| 10 | Marocco (bandiera) | C     | Younès Belhanda            |
| 11 | Algeria (bandiera) | C     | Baghdad Bounedjah          |
| 12 | Qatar (bandiera)   | C     | Mohamed Al-Mannai          |
| 13 | Marocco (bandiera) | D     | Marwan Brimil              |
| 15 | Qatar (bandiera)   | C     | Jassim Mohammed Al-Mehairi |
| 16 | Qatar (bandiera)   | C     | Abdulaziz Mohammed         |
| 17 | Qatar (bandiera)   | D     | Mohamed Musa Ali           |
| 19 | Qatar (bandiera)   | C     | Faisal Azadi               |

| N. |                     | Ruolo | Calciatore           |
| -- | ------------------- | ----- | -------------------- |
| 20 | Libia (bandiera)    | C     | Suhaib Gannan        |
| 21 | Qatar (bandiera)    | P     | Oumar Barry          |
| 22 | Libia (bandiera)    | C     | Sayed Al-Dokali      |
| 23 | Qatar (bandiera)    | D     | Fahad Shenain        |
| 24 | Colombia (bandiera) | D     | Jeison Murillo       |
| 25 | Qatar (bandiera)    | D     | Mohammed Al-Naimi    |
| 27 | Qatar (bandiera)    | C     | Salem Al-Hajri       |
| 28 | Senegal (bandiera)  | C     | Issa Laye            |
| 33 | Qatar (bandiera)    | D     | Ahmed Hagana         |
| 34 | Qatar (bandiera)    | C     | Mohamed El-Sayed     |
| 44 | Qatar (bandiera)    | C     | Mahdi Al-Mejaba      |
| 45 | Qatar (bandiera)    | P     | Abdalla El-Rady      |
| 47 | Egitto (bandiera)   | D     | Fahad Waad           |
| 67 | Qatar (bandiera)    | D     | Jasim Ali Al-Hashemi |
| 95 | Senegal (bandiera)  | P     | Babacar Seck         |
|    | Qatar (bandiera)    | C     | Hassan Ahmad         |